# 哈丹
參數所指定的目標頁面不存在，建議更正成存在頁面或直接建立下列一個頁面（建立前請先搜尋是否有合適的存在頁面可以取代）：
- 哈丹 (壮剧演员)

哈丹（Haldan）是托爾金（J. R. R. Tolkien）小說的虛構角色。他在《精靈寶鑽》裡登場。
哈丹是伊甸人（Edain），更仔細地說，他是哈拉丁族（Haladin）人。他的父親是哈達德（Haldad）之子哈達爾（Haldar），當哈拉丁族遭受半獸人襲擊後，哈達德帶領族人抵達薩吉理安（Thargelion）位於阿斯卡河（Ascar）及蓋林河（Gelion）之間的地帶，他們在這裡建立了一個寨砦，並遭半獸人圍攻。哈達德及哈達爾雙雙戰死，哈達德的女兒哈麗絲（Haleth）及哈丹繼續死守，直至費諾（Fëanor）之子卡蘭希爾（Caranthir）來援。
哈麗絲遂成為哈拉丁族領袖，在她的領導下，哈拉丁族到達貝西爾（Brethil）森林，在哈麗絲之後，哈丹成為哈拉丁族領袖。
哈丹有一兒子名為哈米爾（Halmir）。

## 哈拉丁族首領
```
                       
哈達德

                           |
                      ----------
                      |         |
                  
哈達爾
       
哈麗絲

                      |
                  '
哈丹'

                      |                     
                  
哈米爾

                      |
                  ---------------------------------------------------
                  |             |             |                      |
  　
葛羅瑞希爾
 = 
哈迪爾
   　　  
肯達爾
     　　 
哈瑞絲
 = 
高多
     　　　 
希瑞爾

             　     |             |
         　     
韓迪爾
          
肯達德

           　       |             |
               
布蘭迪爾
         
哈丁
```

粗體代表哈拉丁族的首領。